# Edward A. Tenenbaum
Edward Adam Tenenbaum (* 10. November 1921 in New York; † 14. Oktober 1975 bei Harrisburg, Pennsylvania) war ein US-amerikanischer Offizier und Ökonom. Er gilt als der „Vater der Deutschen Mark“.

## Leben
Edward Tenenbaum war der älteste von drei Söhnen des Arztes und Verbandsfunktionärs Joseph Tenenbaum, einem jüdischen Immigranten aus Sassow (damals Österreich-Ungarn), und Sheila Schwartz, einer jüdischen Immigrantin aus der Ukraine (Stadt Gaissin, Oblast Vinniza). 1942 beendete er sein Undergraduate-Studium an der Yale University mit einer Abschlussarbeit zum Thema National Socialism vs. International Capitalism. Diese wurde mit summa cum laude bewertet. Als beste Abschlussarbeit des Jahrgangs 1942 wurde sie der dortigen Tradition entsprechend als Buch der Yale University Press noch 1942 veröffentlicht. In demselben Jahr wurde Tenenbaum in die US Army eingezogen und absolvierte dort eine Offiziersausbildung in psychologischer Kriegsführung. 1945 wurde Tenenbaum nach Deutschland geschickt, wo er im April als erster US-Offizier das KZ Buchenwald betrat.

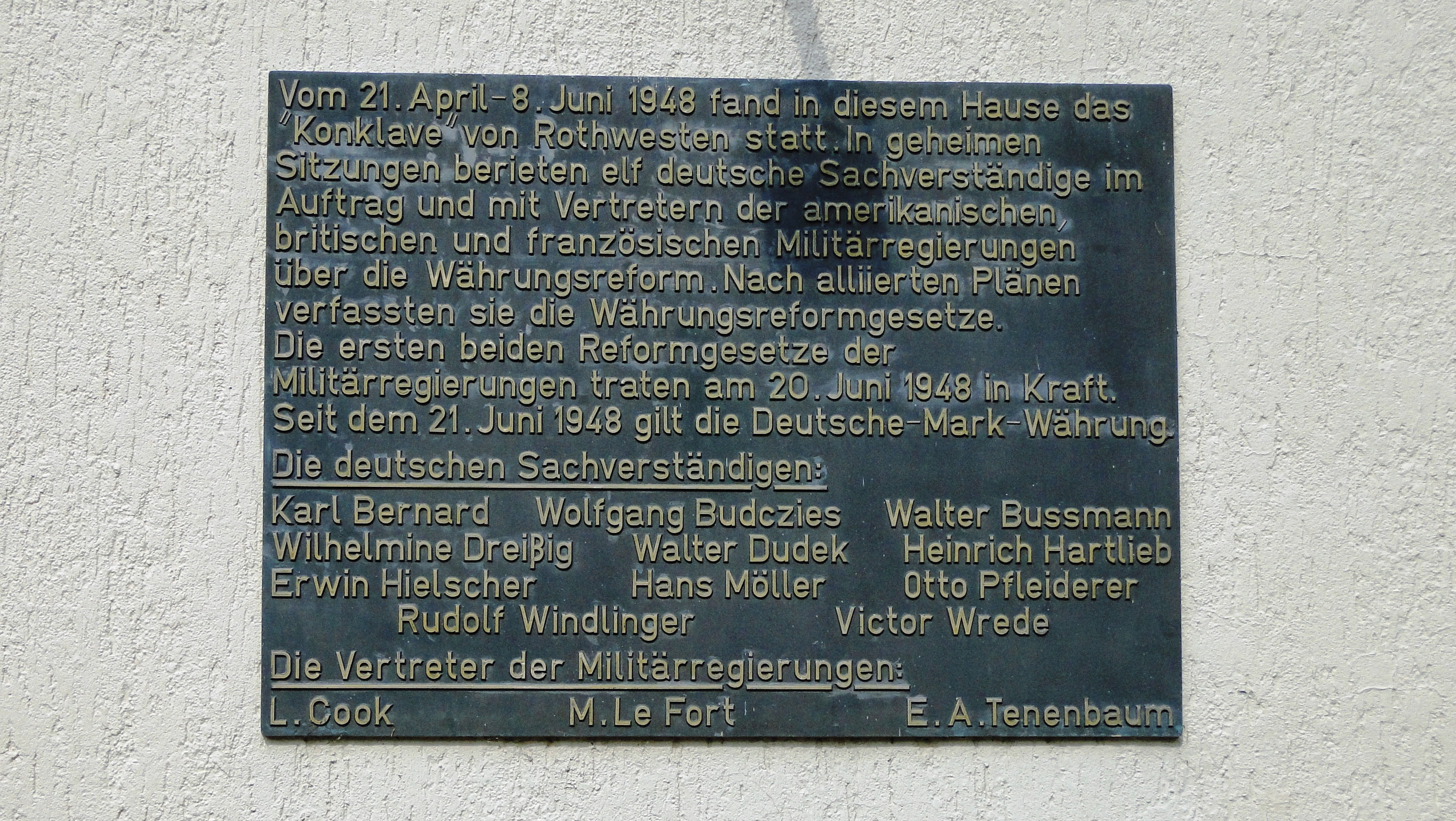
Gedenktafel für das Wirken Tenenbaums und seiner Mitstreiter, Fuldatal-Rothwesten

Nach dem Zweiten Weltkrieg gelangte Tenenbaum in den Stab des Generals Lucius D. Clay, des Militärgouverneurs der amerikanischen Besatzungszone in Deutschland. Hier war er maßgeblich für die Planungen der Währungsreform 1948 in Deutschland verantwortlich. Unter seiner Leitung und unter strikter Geheimhaltung waren im Rahmen des sogenannten Währungskonklaves elf deutsche Sachverständige für Finanzen vom 21. April bis 8. Juni 1948 auf dem Fliegerhorst Rothwesten der ehemaligen deutschen Luftwaffe im Haus „Posen“ zwangsverpflichtet worden. Sie formulierten dort in deutscher Sprache nach seinen Vorgaben die nötigen Gesetze, Verordnungen und Merkblätter der Militärregierungen der drei Westzonen für die Einführung des neuen Geldes. Auch der Name der neuen Währung „Deutsche Mark“ geht auf Tenenbaum zurück.
Später war Tenenbaum freier Finanzberater unter anderem beim Internationalen Währungsfonds und der Weltbank. Er starb am 14. Oktober 1975 bei einem Verkehrsunfall bei Harrisburg.

## Ehrungen
In den Originalräumen am Schauplatz des Konklaves, im Haus „Posen“ im Fuldataler Ortsteil Rothwesten, dokumentiert das „Museum Währungsreform 1948“ mit Originalinventar, vielen Originaldokumenten und Gegenständen das Konklave. Die dorthin führende  Straße wurde zu Ehren von Tenenbaum in „Edward-Tenenbaum-Straße“ benannt.